# Biskupstwo kamieńskie

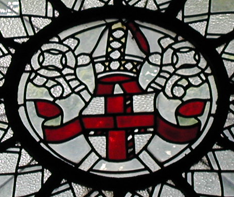
Herb biskupów kamieńskich przedstawiony na jednym z witraży katedry kamieńskiej

Biskupstwo kamieńskie – biskupstwo powstałe w 1176 po przeniesieniu istniejącego od 1140 biskupstwa pomorskiego z Wolina. 
Najazdy wojsk duńskich z lat 1170 i 1173 doprowadziły do zniszczenia Wolina. Przez to biskup Konrad zdecydował się przenieść siedzibę biskupią w 1176 roku do Kamienia Pomorskiego . Formalne jednak przeniesienie stolicy biskupiej nastąpiło na mocy bulli papieża Klemensa III dopiero 25 lutego 1188 roku . Wówczas też zostało mu nadane prawo egzempcji przez Stolicę Apostolską, co rozstrzygnęło rywalizację o uczynienie z diecezji swojej sufraganii toczoną pomiędzy arcybiskupstwami w Magdeburgu, Gnieźnie i Lund .

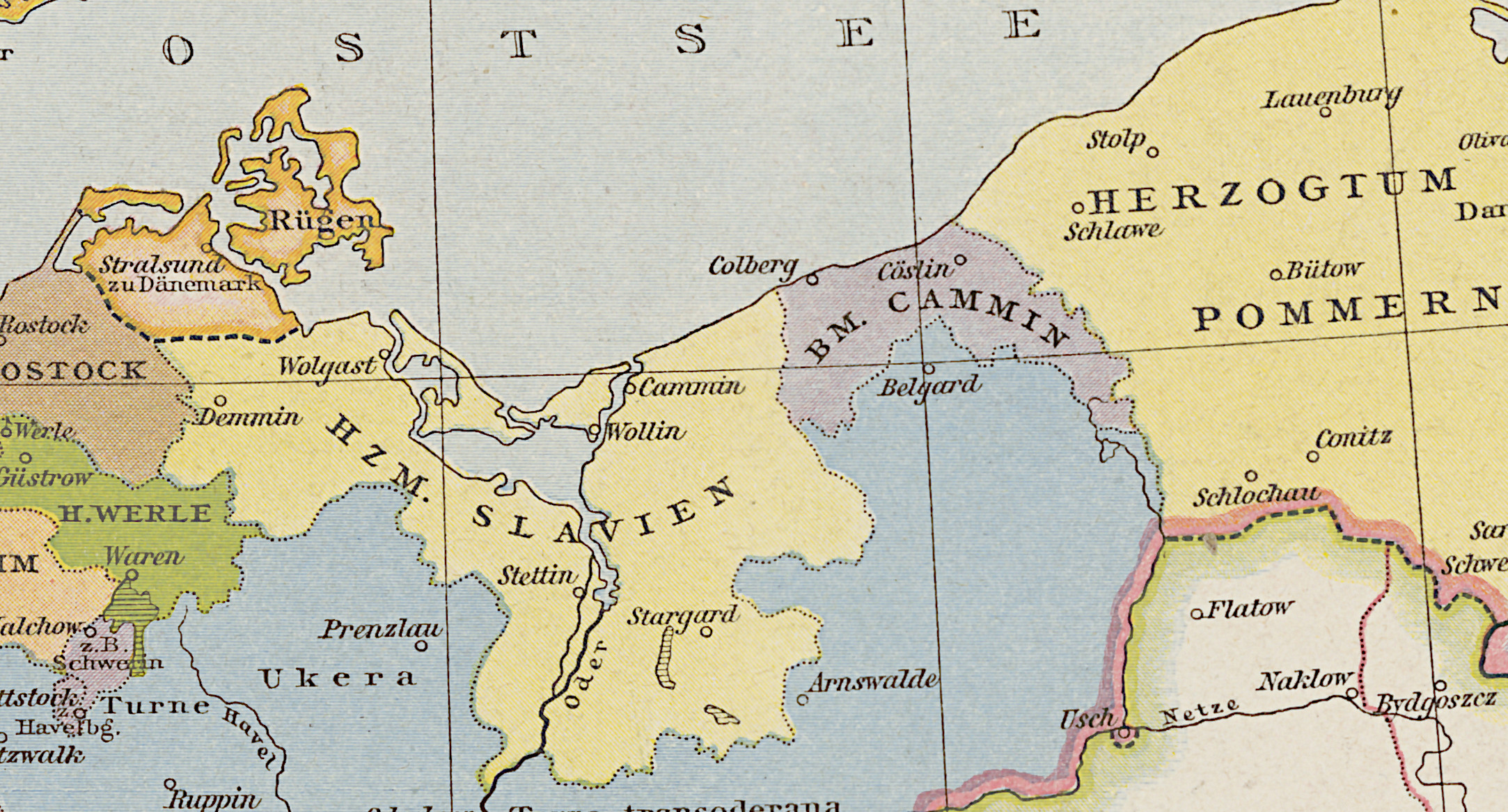
Księstwo biskupie około 1250 roku

Wpływ na tworzące się biskupstwo miał dwór książąt pomorskich w Kamieniu Pomorskim , od którego było początkowo zależne . Z czasem rola dworu książęcego słabła, wzrastało natomiast znaczenie biskupstwa (które stawało się coraz bardziej dochodowe) i mieszczaństwa. Zczynało mieć ono coraz większy wpływ na politykę i gospodarkę regionu . Już pierwszy biskup kamieński Zygfryd I próbował w umocnić stanowisko diecezji. Być może pełnił on w królestwie nawet funkcję regenta .
Od XIII wieku biskupstwo było niezależne ekonomicznie i politycznie od dworu książęcego. Działo się to m.in. poprzez zakup okolicznych ziem . W 2 poł. XII wieku posiadało około jednej ósmej terytoriów wszystkich księstw Pomorza Zachodniego . Jego funkcjonowanie opierało się na składaniu stałych świadczeń przez grody szlacheckie. Początkowo była to tzw. „biskupica”, a później dziesięcina . 
W roku 1304 biskupstwo zakupiło Golczewo . W późniejszym czasie teren diecezji był niszczony najazdami brandenburczyków. W 1308 biskup Henryk von Wacholz uciekł nawet na jakiś czas do zamku w Golczewie, a w planach miał zamiar przenieść siedzibę biskupstwa do klasztoru w Białobokach lub do Kołobrzegu . Spotkało się to ze zdecydowanym sprzeciwem kamieńskiej rady miejskiej i księcia kamieńskiego. Poparł ich przy tym papież Jan XXII, który decyzją z 14 stycznia 1333 roku zabronił zmiany stolicy . W 1321 roku cały Kamień Pomorski stał się własnością biskupów kamieńskich. Nabyli oni również całą ziemię kamieńską wraz z prawem tzw. wyższej własności. Od tej pory sprawowali niezależną władzę zwierzchnią . W latach 30. XIV wieku rozpoczęły się ożywione kontakty mieszczaństwa z osiedlem katedralnym, rozpoczęto rozbudowę osiedla katedralnego, wznoszenie domów kanonickich, rozbudowano katedrę i dom biskupi, otworzono mennicę . 
W połowie lat 50. XIV wieku powstał konflikt między biskupstwem kamieńskim a księstwem wołogoskim. Książęta wołogoscy zaczęli scalać ziemie utracone przez swoich poprzedników i żądali zwrotu części terenów . W grudniu 1355 roku doszło do podpisania w Wolinie układu, na podstawie którego sprawa wykupu pozostała dalej otwarta. W kolejnym roku biskup kamieński Jan I uznał zwierzchnictwo książęce. Już po śmierci biskupa, w roku 1372 książęta szczecińscy przejęli władzę nad Kamieniem Pomorskim i całym regionem . Mimo tych zawirowań osiedle katedralne rozwijało się i pod koniec XIV wieku stanowiło około dwudziestu procent całkowitej liczby mieszkańców miasta .  

Księstwo biskupów kamieńskich (wyróżnione kolorem fioletowym) około roku 1400

Po śmierci biskupa Filipa von Rehberga w roku 1385 miejscem zamieszkania biskupów kamieńskich aż do czasów reformacji stał się zamek w Karlinie . W roku 1478 teren biskupstwa przeszedł z rąk książąt szczecińskich w skład zjednoczonego Państwa zachodniopomorskiego . 
13 grudnia 1534 roku podczas sejmiku trzebiatowskiego książęta zachodniopomorscy, szlachta i mieszczaństwo zdecydowali o przyjęciu na Pomorzu Zachodnim protestantyzmu jako religii państwowej . Doszło do upadku organizacji kościelnej na Pomorzu Zachodnim. Wraz ze śmiercią ostatniego biskupa Erazma von Manteuffela w 1544 roku Kościół katolicki zniknął z Pomorza Zachodniego . Nastąpiła sekularyzacja dóbr, a kościoły znalazły się w rękach tworzonych parafii protestanckich. Do wyznawców katolickich wróciły one dopiero po zakończeniu II wojny światowej. Po upadku biskupstwa na znaczeniu znacząco stracił też Kamień.
Po II wojnie światowej obszar dekanatu początkowo należał terytorialnie do administratury apostolskiej w Gorzowie Wielkopolskim. Biskupstwo odrodziło się bullą Episcoporum Poloniae Coetus papieża Pawła VI 28 czerwca 1972 roku jako diecezja szczecińsko-kamieńska z siedzibą w Szczecinie. W 1992 roku diecezja stała się archidiecezją.